# 伊曼紐爾·恩伍德
伊曼紐爾·恩伍德·奧迪尼圭（英語：Emmanuel Nwude Odinigwe），是一名尼日利亞商人，曾出任尼日利亞聯合銀行總裁，知名於騙取巴西一家銀行2.42億美元。以損失金額計算，這案件是世上第三大損失的單一銀行案件，排在尼克·李森在霸菱銀行操作失誤和伊拉克中央银行被库赛·萨达姆·侯赛因洗劫之後。

## 騙局
恩伍德假冒成尼日利亚中央银行行長保羅·奧古馬（Paul Ogwuma），成功說服巴西西北銀行的總裁纳尔逊·坂口投資2.42億美元在位於首都阿布贾的一座新機場，而坂口可從中得到1,000萬美元佣金；其中1.91億美元以現金支付，餘下則以未償利息去抵銷。然而該機場並不存在。1997年8月，桑坦德銀行欲收購巴西西北銀行，這詐騙案最終在1997年12月被發現，桑坦德銀行代表質問為何有一筆約銀行總值40%，超過一半資本的資金被轉去毫無監管的開曼群島。
由於事件東窗事發，最終導致巴西、英國、尼日利亞、瑞士和美國展開刑事調查。為了保證西北銀行與桑坦德銀行交易如常進行，西北銀行擁有人自掏2.42億美元填補這筆消失的錢，但西北銀行最終在2001年倒閉
纳尔逊·坂口之後在約翰·甘迺迪國際機場被捕，被移交到瑞士進行審判。

## 後續
在尼日利亞總統奥卢塞贡·奥巴桑乔的提議下，尼日利亚国会在2002年通過成立經濟及金融犯罪委員會。2004年，伊曼紐爾·恩伍德等共五人被捕（另有一涉案人當時已離世），他們被控86項詐騙罪和15項賄賂罪，他們全部均不認罪。
在得到坂口的證供後，伊曼紐爾·恩伍德等人最後選擇認罪，希望能從輕發落，而恩伍德被判共25年監禁，他所有財產被沒收並交還至受害者，並罰款1,000萬美元給尼日利亞政府。這是經濟及金融犯罪委員會成立後首個重要勝利。然而，恩伍德在2006年便獲釋。之後他提出訴訟，要求取回部份財產，理由是有一部份並非犯罪所得，並成功取回至少5,200萬美元的財產。